# Liste der Kulturdenkmäler in Obertiefenbach (Taunus)
In der Liste der Kulturdenkmäler in Obertiefenbach sind alle Kulturdenkmäler der rheinland-pfälzischen Ortsgemeinde Obertiefenbach aufgeführt. Grundlage ist die Denkmalliste des Landes Rheinland-Pfalz (Stand: 8. Dezember 2023).

## Denkmalzonen
| Bezeichnung          | Lage                                                                                         | Baujahr                 | Beschreibung | Bild |
| -------------------- | -------------------------------------------------------------------------------------------- | ----------------------- | --- | ---- |
| Denkmalzone Ortskern | An der Kirche 1–7, 9, In der Krei 1, 1a, 3, 4, 5, Lindenstraße 2, Unter den Eichen 1, 2 Lage | 17. bis 19. Jahrhundert | weitgehend ohne moderne Störungen erhaltener historischer Ortskern mit öffentlichen Bauten (Kirche, Schule, Rathaus) im Südwesten und der sich östlich und nördlich unterhalb anschließenden Bebauung aus unregelmäßig angeordneten Hofanlagen des 17. bis 19. Jahrhunderts | BW   |

## Einzeldenkmäler
| Bezeichnung         | Lage                 | Baujahr                  | Beschreibung                                                                    | Bild |
| ------------------- | -------------------- | ------------------------ | ------------------------------------------------------------------------------- | ---- |
| Wohnhaus            | An der Kirche 1 Lage | spätes 17. Jahrhundert   | wohl ehemaliges Pfarrhaus; Fachwerkbau, eventuell noch aus dem 17. Jahrhundert  | BW   |
| Evangelische Kirche | An der Kirche 6 Lage | 1774                     | Saalbau, 1774                                                                   | BW   |
| Wohnhaus            | Rathausstraße 2 Lage | 17. oder 18. Jahrhundert | Fachwerkhaus, teilweise massiv, verputzt, wohl aus dem 17. oder 18. Jahrhundert | BW   |